# آليات ذاتية التكيف

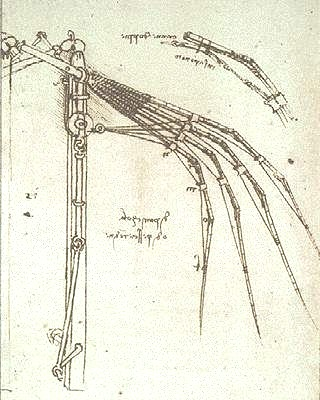

الآليات ذاتية التكيف، (أو ميكانيزمات ذاتية التكيف) تسمى أحيانًا باختصار آليات متكيفة، في الهندسة، هي آليات منخفضة التشغيل يمكنها التكيف مع الوسط المحيط بها. من أشهر الأمثلة على هذا النوع من الآليات الأصابع منخفضة التشغيل، والفكوك القابضة، والأيدي الآلية (الروبوتية). على عكس الآليات منخفضة التشغيل التقليدية التي تكون الحركة فيها محكومةً بديناميكا النظام، فإن حركة الآليات ذاتية التكيف بشكل عام محدودة بعناصر مطاوعة متموضعة بشكل ذكي في الآليات.

## تعريفها
تمتلك الآليات منخفضة التشغيل عدد مشغلات (محركات) أقل من عدد درجات الحرية. في مستوٍ ثنائي الأبعاد، يمكن للآلية أن تمتلك حتى ثلاث درجات حرية (حركتان خطيتان وحركة دورانية)، وفي فضاء إقليدي ثلاثي الأبعاد، حتى ست درجات حرية (ثلاث حركات خطية وثلاث دورانية). في حالة الآليات ذاتية التكيف، يعوض عن عدم وجود مشغلات بعناصر منفعلة (تسمى أحيانًا عناصر سلبية) تحد حركة النظام. النوابض مثال جيد على هذه العناصر، ولكن يمكن استخدام أمثلة أخرى تبعًا لنوع الآليات.
من أقدم الأمثلة على الآليات ذاتية التكيف الجناح المرفرف الذي اقترحه ليوناردو دافنشي في مخطوطة أتلانتيكس.

## الأيدي منخفضة التشغيل
أول إصبع منخفض التشغيل معروف كان القابض المرن الذي صممه شيغيو هيروسي في أواخر سبعينيات القرن العشرين. أكثر أنواع آليات النقل استخدامًا في الأيدي المتكيفة ذاتيًّا التركيبات المرفقية والأوتار.

### السكون الحركي (كينيتوستاتيكا)
تحلَّل الأصابع والأيدي منخفضة التشغيل عادةً وفق استاتيكيتها الحركية (بإهمال الطاقة الحركية، والتحليل السكوني للآلية خلال الحركة) بدل ديناميكا النظام، إذ تهمل الطاقة الحركية لهذه الأنظمة بشكل عام بالمقارنة مع الطاقة الكامنة المخزنة في العناصر المنفعلة. يمكن حساب القوى التي تطبقها كل سلامى من الإصبع منخفض التشغيل عن طريق العلاقة التالية:
{\displaystyle \mathbf {F} =\mathbf {J} ^{-T}\mathbf {T} ^{*T}\mathbf {t} }
حيث F الشعاع المتكون من القوى المطبقة، J المصفوفة اليعقوبية للإصبع، T* مصفوفة النقل، t شعاع عزم الفتل المطبق (المشغل والعناصر المنفعلة).

### التطبيقات
صُممت يد آلية ذاتية التكيف، ساره (اختصار بالأحرف الإنجليزية لجملة: يد مساعدة روبوتية ذاتية التكيف) وبنيت لتكون جزءًا من صندوق أدوات ديكستر. ديكستر موجه آلي عن بعد موجود في طرف كانادارم-2 في محطة الفضاء الدولية. اليد المفتوحة الخاصة بجامعة ييل مثال على الآليات ذاتية التكيف مفتوحة المصدر التي يمكن إيجادها على النت. تبيع بعض الشركات أيضًا أيدٍ آلية ذاتية التكيف لأغراض صناعية. الأطراف الصناعية مجال آخر يمكن استخدام الأيدي ذاتية التكيف فيه. من الأمثلة المعروفة يد سبرينغ (اختصار باللغة الإنجليزية يعني: طرف صناعي ذاتي التكيف لاستعادة المَسك الطبيعي).

## أمثلة أخرى
يمكن استخدام الآليات ذاتية التكيف لتطبيقات أخرى، كالروبوتات التي تمشي.
الآليات الطيعة مثال آخر على الآليات ذاتية التكيف، حيث العناصر المنفعلة وآلية النقل جسم متراص واحد.